# Ерве Нзело-Лембі
Ерве Нзело-Лембі (фр. Hervé Nzelo-Lembi; 25 серпня 1975, Кіншаса, Заїр) — колишній конголезький футболіст, захисник. Крім громадянства ДР Конго має бельгійський паспорт.

## Біографія
Почав займатися футболом 1983 року в клубі «Бінгу», займався там до 1990 року. Пізніше грав професійно за клуб «Віта» (Кіншаса). У липні 1992 року був куплений бельгійським клубом «Локерен» за 400 000 євро.
1995 року перейшов до «Брюгге», де став одним з лідерів команди. У липні 2002 року куплений німецькою командою «Кайзерслаутерн» за 2 500 000 €. Наприкінці червня 2006 року був куплений донецьким «Металургом», контракт був підписаний на два роки. Вже влітку 2007 року перейшов до «Жерміналь Беєрсхот», де і завершив карёэру.

### Збірна
В збірній Заїру та Демократичної Республіки Конго грав з 1994 по 2005 рік і провів 30 матчів та забив 2 голи. Був учасником КАН-1996, дійшовши з командою до чвертьфіналу.

## Досягнення
- Чемпіон Бельгії: 1995/96, 1997/98
- Володар Кубка Бельгії: 1995/96, 2001/02
- Володар Суперкубка Бельгії: 1996, 1998